# 일본국 헌법 제102조
일본국 헌법 제102조(일본어: 日本国憲法第102条)은 일본국 헌법 제11장 "보칙"의 조문 중 하나이다. 일본국 헌법 시행 초기의 참의원 의원의 임기에 대해 규정하고 있다.

## 조문
일본국 헌법 제102조
이 헌법에 의한 제1기 참의원 의원 중 그 반수의 자의 임기는 이를 3년으로 한다. 그 의원은 법률이 정하는 바에 의하여 이를 정한다.

## 해설
1947년에 실시된 제1회 참의원 의원 통상선거에서는 참의원 최초의 선거이므로 의원 전원을 선출하였으나, 그 반수는 임기를 3년으로 하였다. 참의원 선거는 초기부터 중선거구제를 채택하고 있었으므로, 이에 따라 제1회 참의원 의원 선거에서 각 선거구의 당선자를 '상위의 득표를 한 당선자'와 '하위의 득표를 한 당선자'로 나누어 이 중 하위 득표 당선자의 임기를 3년으로 규정하였다. 따라서 상위 득표 당선자는 6년 후인 1953년 제3회 참의원 의원 선거에서 개선(改選)하고, 하위 득표 당선자는 3년 후인 1950년 제2회 참의원 의원 선거에서 개선(改選)하였다.